# Serranochromis thumbergi
Serranochromis thumbergi е вид бодлоперка от семейство Цихлиди (Cichlidae). Видът не е застрашен от изчезване.

## Разпространение
Разпространен е в Ангола, Ботсвана, Демократична република Конго, Замбия, Зимбабве и Намибия.

## Описание
На дължина достигат до 33 cm, а теглото им е не повече от 1200 g.